# Iñaki Peña
Iñaki Peña, né le 2 mars 1999 à Alicante en Espagne, est un footballeur espagnol, qui évolue au poste de gardien de but au FC Barcelone.

## Biographie

### En club
Né à Alicante en Espagne, Iñaki Peña commence le football à l'âge de cinq ans avec le club de sa ville natale, l'Alicante CF avant de rejoindre le Villarreal CF en 2009. Il poursuit sa formation au FC Barcelone et remporte en 2017-2018 la Youth League en étant le portier titulaire de l'équipe barcelonaise.
Peña fait ses débuts professionnels avec le FC Barcelone B le 6 octobre 2018 lors d'un nul 1-1 contre l'Atlético Baleares en Segunda División B. Il dispute vingt rencontres de championnat au cours de la saison 2018-2019. 
À la suite de la blessure de Neto, Iñaki Peña est desendu en équipe première au début de la saison 2019-2020 pour être la doublure de l'habituel titulaire, Marc-André ter Stegen.
Le 31 janvier 2022, à la fin du mercato hivernal, Peña rejoint Galatasaray sous la forme d'un prêt

### En équipe nationale
Avec les moins de 17 ans, Iñaki Peña participe à deux reprises au championnat d'Europe des moins de 17 ans, en 2015 puis en 2016. Lors de l'édition 2015 organisée en Bulgarie, il joue trois matchs. L'Espagne se classe sixième du tournoi. Lors de l'édition 2016 qui se déroule en Azerbaïdjan, il est le portier titulaire de la sélection, et joue les six matchs de son équipe. L'Espagne s'incline en finale face au Portugal, après une séance de tirs au but.
Iñaki Peña compte deux sélections avec l'équipe d'Espagne des moins de 18 ans, toutes deux obtenues en février 2017.
Le 14 novembre 2019, il figure pour la première fois sur le banc des remplaçants de l'équipe d'Espagne espoirs, mais sans entrer en jeu, lors d'une rencontre face à la Macédoine. Ce match gagné 3-0 rentre dans le cadre des éliminatoires de l'Euro espoirs 2021. Il joue finalement son premier match avec les espoirs le 12 novembre 2020 contre les îles Féroé. Il entre en jeu et son équipe l'emporte par deux buts à zéro.

## Statistiques
| Saison                | Club                  | Championnat           | Championnat | Championnat | Coupe(s) nationale(s) | Coupe(s) nationale(s) | Supercoupe | Supercoupe | Compétition(s) continentale(s) | Compétition(s) continentale(s) | Compétition(s) continentale(s) | Play-offs | Play-offs | Total | Total |
| Saison                | Club                  | Division              | M.          | B.          | M.                    | B.                    | M.         | B.         | Comp.                          | M.                             | B.                             | M.        | B.        | M.    | B.    |
| 2018-2019             | FC Barcelone B        | Segunda División B    | 20          | 0           | -                     | -                     | -          | -          | -                              | -                              | -                              | -         | -         | 20    | 0     |
| 2019-2020             | FC Barcelone B        | Segunda División B    | 18          | 0           | -                     | -                     | -          | -          | -                              | -                              | -                              | 3         | 0         | 21    | 0     |
| 2020-2021             | FC Barcelone B        | Segunda División B    | 9           | 0           | -                     | -                     | -          | -          | -                              | -                              | -                              | 4         | 0         | 13    | 0     |
| 2021-2022             | FC Barcelone B        | Primera División RFEF | 9           | 0           | -                     | -                     | -          | -          | -                              | -                              | -                              | -         | -         | 9     | 0     |
| Sous-total            | Sous-total            | Sous-total            | 56          | 0           | -                     | -                     | -          | -          | -                              | -                              | -                              | 7         | 0         | 63    | 0     |
| 2022-2023             | FC Barcelone          | Liga                  | 2           | 0           | 2                     | 0                     | -          | -          | C1                             | 1                              | 0                              | -         | -         | 5     | 0     |
| 2023-2024             | FC Barcelone          | Liga                  | 10          | 0           | 3                     | 0                     | 2          | 0          | C1                             | 2                              | 0                              | -         | -         | 17    | 0     |
| 2024-2025             | FC Barcelone          | Liga                  | 16          | 0           | 1                     | 0                     | 1          | 0          | C1                             | 5                              | 0                              | -         | -         | 23    | 0     |
| Sous-total            | Sous-total            | Sous-total            | 28          | 0           | 6                     | 0                     | 3          | 0          | -                              | 8                              | 0                              | 0         | 0         | 45    | 0     |
| 2021-2022             | Galatasaray (prêt)    | Süper Lig             | 6           | 0           | -                     | -                     | -          | -          | C3                             | 2                              | 0                              | -         | -         | 8     | 0     |
| Total sur la carrière | Total sur la carrière | Total sur la carrière | 90          | 0           | 6                     | 0                     | 3          | 0          | -                              | 10                             | 0                              | 7         | 0         | 116   | 0     |

## Palmarès

### En club
| FC Barcelone U19 (1)                          | FC Barcelone (6) |
| --------------------------------------------- | --- |
| - UEFA Youth League (1) : - Vainqueur : 2018. | • - Championnat d'Espagne (2): - Champion : 2023,2025 - Vice-champion : 2024 - Coupe d'Espagne (2) : - Vainqueur : 2021,2025 - Finaliste : 2019 - Supercoupe d'Espagne (2): - Vainqueur : 2023, 2025 - Finaliste : 2021 et 2024 |

### En sélection nationale
| Équipe d'Espagne -17 ans                                         |
| ---------------------------------------------------------------- |
| - Championnat d'Europe des moins de 17 ans : - Finaliste : 2016. |